# Księżniczka (powieść Zofii Urbanowskiej)
Księżniczka – powieść społeczno-obyczajowa autorstwa Zofii Urbanowskiej, wydana w 1886 roku. Powieść uzyskała pierwszą nagrodę w konkursie im. Pauliny Krakowowej, ogłoszonym w 1882 roku przez "Tygodnik Ilustrowany".  
Treścią utworu są losy Helenki Oreckiej, córki zubożałego szlachcica. Wychowana w zbytku, powierzchownie wykształcona, nieprzygotowana do samodzielnego życia, z powodu całkowitego bankructwa ojca musi podjąć pracę zarobkową. Zatrudniona w firmie ogrodniczej należącej do rodziny Radliczów, trafia w środowisko ludzi skupionych na pracy, pozornie oschłych i pozbawionych cech, które ona postrzega jako atrakcyjne. Z czasem dostrzega ich patriotyczną postawę, przejmuje ich ideały i uczy się być wartościowym, samodzielnym członkiem społeczeństwa. 
Utwór, propagujący emancypację kobiet i inne idee pozytywizmu, jest powieścią tendencyjną, jednak główna bohaterka właściwą postawę nabywa w toku przeobrażeń wewnętrznych, nie będąc od razu gotowym wzorem do naśladowania – z tytułowej rozpieszczonej "księżniczki" zmienia się w dojrzałą i świadomą swoich obywatelskich zadań kobietę. Ta psychologicznie uzasadniona przemiana wyróżnia Księżniczkę na tle podobnych powieści tego okresu. Powieść ukazuje także przemiany społeczne i obyczajowe w okresie rozwijającego się kapitalizmu. 
Powieść została nagrodzona w konkursie "Tygodnika Ilustrowanego" na utwór, którego celem miało być przedstawienie obrazu i wzoru dojrzałej kobiety, a kobieta przedstawiona być miała na polu właściwego jej działania w rodzinie lub poza jej obrębem. 
Księżniczka zyskała sporą popularność, była wielokrotnie wznawiana. Została także przełożona na język francuski (Paryż 1896).